# Rimini Baseball Club
Uniformes
Rimini Baseball Club est un club italien de baseball situé à Rimini, en Émilie-Romagne. Il évolue actuellement en Italian Baseball League, la plus haute division du baseball italien. Fondé en 1950, Rimini possède l'un des plus beaux palmarès du baseball européen : onze titres nationaux, deux coupes d'Italie, trois coupes d'Europe et une coupe C.E.B.. Le club dispute ses matchs à domicile au Stadio dei Pirati, enceinte de 5 à 6000 places inaugurée en 1973.
Sponsoring oblige, le club porte le nom de Telemarket Rimini depuis 2004.

## Histoire
Le club est fondé en 1950 par Eugenio Pagnini, un professeur d'EPS de retour d'un voyage aux États-Unis.
Rimini évolue pour la première fois parmi l'élite italienne en 1970. Avec 14 victoires pour 30 défaites, le club est relégué. Désormais présidé par Rino Zangheri, Rimini est de retour en Série A en 1973. Après deux saisons de stabilisation à ce niveau, le club est sacré champion d'Italie pour la première fois en 1975. Dix autres titres suivent de 1979 à 2006.
Au niveau européen, le club remporte à Madrid la Coupe d'Europe dès sa première participation à l'épreuve, en 1976. Les Riminesi renouvellent la performance en 1979 et en 1989.
En 2010, Rimini termine troisième en saison régulière avec 27 victoires pour 15 défaites. En poule demi-finale, le club enregistre seulement deux victoires pour sept défaites et hérite de la quatrième et dernière place.
En Coupe d'Europe de baseball 2010, Rimini est éliminé, à la surprise générale, en demi-finale par les Allemands d'Heidenheim Heideköpfe (4-1).

## Palmarès
- Champion d'Italie (13) : 1975, 1979, 1980, 1983, 1987, 1988, 1992, 1999, 2000, 2002, 2006, 2015, 2017.
- Vice-champion d'Italie (13) : 1977, 1981, 1986, 1989, 1990, 1993, 1994, 1998, 2001, 2012, 2013, 2014, 2016.
- Vainqueur de la Coupe d'Italie (5) : 2001, 2002, 2013, 2014, 2016.
- Vainqueur de la Coupe d'Europe des champions (3) : 1976, 1979, 1989.
- Finaliste de la Coupe d'Europe des champions (7) : 1977, 1978, 1984, 1988, 1990, 2000, 2003
- Vainqueur de la Coupe d'Europe de la CEB (1) : 1994

## Saison par saison
| Saison | Saison régulière | Saison régulière | Saison régulière | Saison régulière | Séries éliminatoires                                                                           |
| Saison | Class.           | Vic.             | Déf.             | %Vic.            | Séries éliminatoires                                                                           |
| 1973   | 6e               | 21               | 23               | 0,477            | -                                                                                              |
| 1974   | 5e               | 26               | 17               | 0,605            | -                                                                                              |
| 1975   | 1er              | 46               | 13               | 0,780            | -                                                                                              |
| 1976   | 4e               | 30               | 24               | 0,556            | -                                                                                              |
| 1977   | 1er GB           | 20               | 4                | 0,833            | 2e de la poule finale (22-8)                                                                   |
| 1978   | 3e               | 28               | 8                | 0,778            | -                                                                                              |
| 1979   | 1er              | 30               | 6                | 0,833            | -                                                                                              |
| 1980   | 1er              | 30               | 6                | 0,833            | -                                                                                              |
| 1981   | 2e               | 19               | 11               | 0,451            | 2e de la poule finale (25-15)                                                                  |
| 1982   | 2e               | 19               | 9                | 0,679            | 3e de la poule finale (6-6)                                                                    |
| 1983   | 1er E            | 15               | 3                | 0,833            | 1er de la poule finale (32-10)                                                                 |
| 1984   | 2e E             | 15               | 6                | 0,714            | 3e de la poule finale (23-18)                                                                  |
| 1985   | 4e               | 48               | 18               | 0,727            | -                                                                                              |
| 1986   | 1er G1           | 37               | 11               | 0,771            | 1/4 f. : V 3-1 Florence 1/2 f. : V 4-3 Fortitudo Bologne finale : D 4-3 Grosseto Baseball      |
| 1987   | 1er G2           | 28               | 14               | 0,667            | 1/4 f. : V 4-0 Rome 1/2 f. : V 4-0 Nettuno Baseball finale : V 4-1 Grosseto Baseball           |
| 1988   | 3e N             | 27               | 15               | 0,643            | 1/4 f. : V 4-1 Grosseto Baseball 1/2 f. : V 4-2 Parma Baseball finale : V 4-0 Nettuno Baseball |
| 1989   | 1er N            | 30               | 12               | 0,714            | 1/4 f. : V 4-1 Florence 1/2 f. : V 4-3 Nettuno Baseball finale : D 2-4 Grosseto Baseball       |
| 1990   | 1er N            | 59               | 7                | 0,894            | finale : D 3-4 Fortitudo Bologne                                                               |
| 1991   | 2e               | 28               | 8                | 0,778            | 1/2 f. : D 2-3 Parma Baseball                                                                  |
| 1992   | 4e               | 23               | 13               | 0,583            | 1/4 f. : V 3-0 Collecchio 1/2 f. : V 3-1 Parma Baseball finale : V 3-0 Fortitudo Bologne       |
| 1993   | 4e               | 21               | 15               | 0,583            | 1/2 f. : V 3-1 Parma Baseball finale : D 2-3 Nettuno Baseball                                  |
| 1994   | 3e               | 34               | 14               | 0,708            | 1/2 f. : D 2-4 Nettuno Baseball                                                                |
| 1995   | 5e               | 30               | 24               | 0,556            | pas qualifié                                                                                   |
| 1996   | 3e               | 33               | 21               | 0,611            | 1/2 f. : D 1-4 Nettuno Baseball                                                                |
| 1997   | 6e               | 28               | 26               | 0,518            | pas qualifié                                                                                   |
| 1998   | 3e               | 31               | 17               | 0,646            | 1/2 f. : V 4-1 Grosseto Baseball finale : D 1-4 Nettuno Baseball                               |
| 1999   | 1er              | 40               | 8                | 0,833            | 1/2 f. : V 4-3 Parma Baseball finale : V 4-3 Nettuno Baseball                                  |
| 2000   | 1er              | 37               | 11               | 0,771            | 1/2 f. : V 3-2 Grosseto Baseball finale : V 4-0 Nettuno Baseball                               |
| 2001   | 1er              | 43               | 11               | 0,796            | 1/2 f. : V 4-0 Grosseto Baseball finale : D 2-4 Nettuno Baseball                               |
| 2002   | 1er              | 39               | 15               | 0,722            | 1/2 f. : V 4-2 Grosseto Baseball finale : V 4-1 Nettuno Baseball                               |
| 2003   | 2e               | 36               | 18               | 0,667            | 1/2 f. : D 3-4 Gb Ricambi Modène                                                               |
| 2004   | 5e               | 29               | 25               | 0,537            | pas qualifié                                                                                   |
| 2005   | 4e               | 33               | 21               | 0,611            | 1/2 f. : D 1-4 Fortitudo Bologne                                                               |
| 2006   | 4e               | 25               | 23               | 0,521            | 1/2 f. : V 4-2 Fortitudo Bologne finale : V 4-1 Grosseto Baseball                              |
| 2007   | 6e               | 21               | 21               | 0,500            | pas qualifié                                                                                   |
| 2008   | 6e               | 19               | 23               | 0,452            | pas qualifié                                                                                   |
| 2009   | 1er              | 30               | 12               | 0,714            | 3e en poule demi-finale (5-4)                                                                  |
| 2010   | 3e               | 27               | 15               | 0,643            | 4e en poule demi-finale (2-7)                                                                  |